# Elisabeth Aspe
Elisabeth Aspe, asszonyneve: Elisabeth Nieländer (Saksaküla, 1860. december 15. – Pärnu, 1927. augusztus 25.) észt írónő.

## Élete
Apja, Maddis Aspe (1820-1889) gazdag vállalkozó, anyja Mari Aspe (1822-1888) volt. Tizenegyen voltak testvérek, ő nyolcadikként született. Keresztapja Johann Voldemar Jannsen észt publicista. 1871 és 1878 között a Pärnu-i leánygimnáziumba járt.
1880-tól az Eesti Postimees című újságnak dolgozott. E lapban jelent meg 1881-ben első munkája, az Ene ukse lukutamist című történet. Prózai munkáinak többsége később észt újságokban és magazinokban jelent meg, ezekben realista stílusban írta le az észtek életét a múltban és a saját korában. A történetekben a hétköznapi emberek épp olyan fontos szerepet kaptak, mint a művelt városi felsőbb osztályok tagjai. 
Leghíresebb novellái közé tartoznak a Kasuõde (1887), amelyben az ideális nőt mutatta be, az Ennosaare Ain (1888), amely egy tudós életéről szól, valamint a Meremehe mõrsja (1890) című szerelmi történet. Az Anna Dorothea (1891) című munka a kereskedői közeg szemszögéből mesél Pärnu életéről. Ezeken kívül Elisabeth Aspe számos novellát, gyerekeknek szóló művet, valamint emlékiratokat publikált.
1892-ben feleségül ment Heinrich Nieländerhez (1845-1903). Két fiuk és egy leányuk született.

## Fordítás
- Ez a szócikk részben vagy egészben  az   Elisabeth Aspe című német Wikipédia-szócikk ezen változatának fordításán alapul.  Az eredeti cikk szerkesztőit annak laptörténete sorolja fel. Ez a jelzés csupán a megfogalmazás eredetét és a szerzői jogokat jelzi, nem szolgál a cikkben szereplő információk forrásmegjelöléseként.